# Nyakaledoniengråfågel
Nyakaledoniengråfågel (Edolisoma anale) är en fågel i familjen gråfåglar inom ordningen tättingar.

## Utbredning och systematik
Fågeln förekommer enbart på Nya Kaledonien. Den behandlas som monotypisk, det vill säga att den inte delas in i några underarter.

### Släktestillhörighet
Tidigare inkluderades släktet i Coracina, men genetiska studier visar att Coracina i vidare bemärkelse är parafyletiskt i förhållande till Lalage och Campephaga.

## Status
IUCN kategoriserar arten som nära hotad.